# Klockpandorea
Klockpandorea (Pandorea pandorana) är en klättrande buske som tillhör familjen katalpaväxter. Den förekommer naturligt i Australien, men är en vanlig prydnadsväxt i varma länder.